# 环球电视网 (巴西)
环球电视网（葡萄牙語：tvglobo，简称Globo）是巴西一家商业电视联播网，由罗伯托·马里尼奥（Roberto Marinho）于1965年4月26日创建，现由巴西环球集团（Grupo Globo）控股，是拉丁美洲最大的商业电视网。而按照年收入计算，环球电视网也是仅次于 美国广播公司（American Broadcasting Company; ABC）的全球第二大商业电视网络，以及最大的肥皂剧制作商之一，与特莱维萨（Televisa）、阿茲特克電視台（TV Azteca）、特萊蒙多（Telemundo）、卡拉科尔電視台（Caracol Televisión）、RCN電視公司（RCN Televisión）、委视电视台（Venevisión）、特萊費（Telefe）、阿根廷13频道（El Trece）、GMA網絡（GMA Network）和ABS-CBN并列。
环球电视网总部及新闻部位于里约热内卢的植物園区(Jardim Botânico)，节目制作中心位于Jacarepaguá，被称为“Projac”，是拉丁美洲最大的电视制作中心。环球电视网旗下拥有122个分台，遍布巴西全国，另外拥有环球电视国际频道、环球电视葡萄牙频道两个国际电视频道。2007年，环球电视网开始播出地面数字电视节目。

## 自制节目
- 《全國新聞》

## 台徽

### 週年台徽

1965年4月26日至1966年9月29日
1966年9月29日至1976年3月8日
1970年11月13日至1972年5月
1972年5月至1976年3月8日
1976年3月8日至2008年3月30日
1976年3月8日至1981年4月
2008年3月30日至今